# درویش‌آباد (فیروزآباد)
درویش آباد یک روستا در ایران است که در دهستان فیروزآباد واقع شده‌است. درویش آباد ۲۸ نفر جمعیت دارد.